# Theodor Christomannos
Theodor Christomannos (Vienna, 31 luglio 1854 – Merano, 30 gennaio 1911) è stato un magistrato, avvocato e alpinista austro-ungarico, considerato un pioniere del turismo nelle Dolomiti.

## Biografia

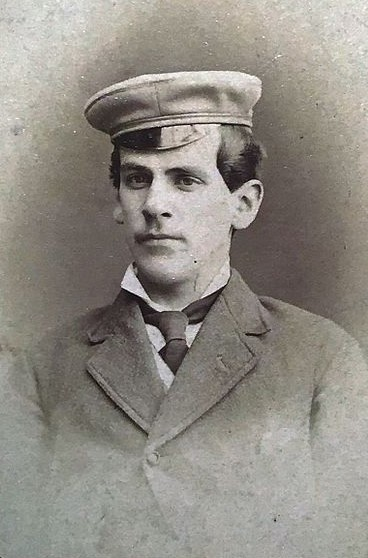
Christomannos in gioventù

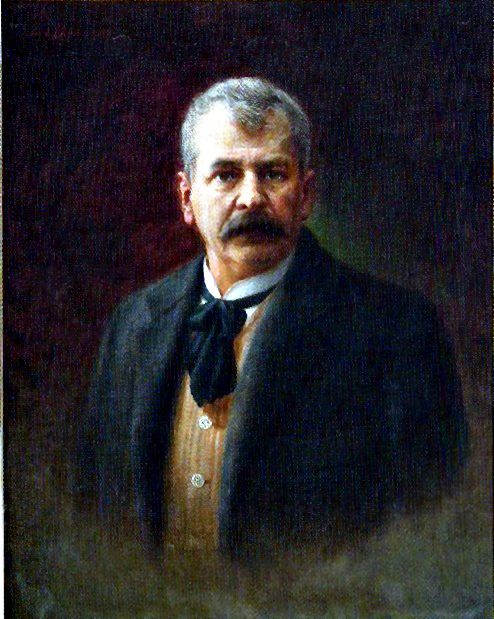
Theodor Christomannos nell'anno della sua morte, in un dipinto di Ferdinand Behrens

Theodor Christomannos nacque a Vienna (allora capitale dell'Impero austriaco) nel 1854, in una benestante famiglia di origini greco-macedone, di religione greco-ortodossa. Il padre era un ricco commerciante, mentre la madre veniva da una famiglia di banchieri al servizio della monarchia.
Nell'inverno tra il 1872 e il 1873 passò del tempo a Gries, accompagnando sua madre per un periodo di cura; finito questo, Theodor rimase a Bolzano a studiare al Ginnasio dei Francescani, e frequentando in seguito l'università: iniziò la facoltà di medicina ma, dopo essere rimasto ferito alla mano destra durante un duello, dovette abbandonarla e passò così a giurisprudenza; laureatosi nel 1884, si stabilì a Merano, lavorando come giudice e avvocato; nel 1887 suo padre morì, e Theodor ereditò l'ingente patrimonio familiare. 
Già a quel tempo, Christomannos era un appassionato alpinista, molto interessato allo sviluppo del turismo d'alta montagna. Nel 1890, in occasione dell'esondazione del lago di Gioveretto, si distinse riuscendo a coinvolgere centinaia di abitanti del luogo nell'organizzazione di una specie di intervento di "protezione civile", scongiurando il disastro. Nello stesso anno, venne a sapere che il defunto ministro Leopold von Hoffmann, anch'egli amante della montagna, aveva destinato una somma alla costruzione di una strada che collegasse Gomagoi a Solda, che però non bastava a coprire la spesa; Christomannos prese a cuore il progetto e riuscì ad ottenere il resto dei soldi necessari, ricevuti in parte dall'Imperatore Francesco Giuseppe, in parte dalla borghesia di Merano, e in parte da alcune sezioni dell'Alpenverein (lui stesso venne eletto presidente della sezione meranese nel 1891); oltre alla strada, progettò assieme all'architetto viennese Otto Schmid un albergo per Solda; entrambe le opere vennero inaugurate nel 1893.

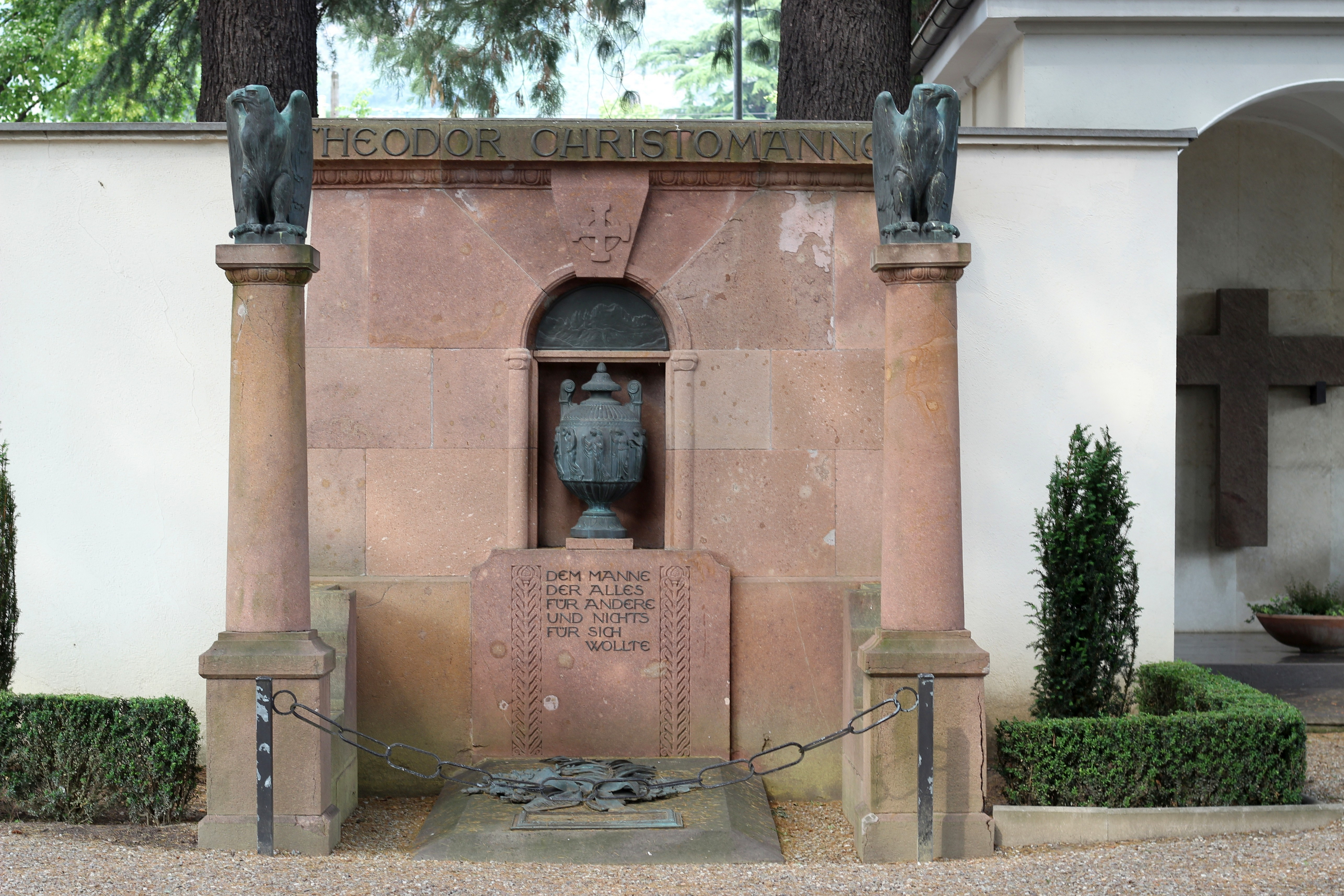
La tomba di Christomannos nel cimitero di Merano; l'epitaffio, scritto dalla figlia Cléo, recita "All'uomo che volle tutto per gli altri e nulla per sé"

Abbandonata l'avvocatura, Christomannos si dedicò a tempo pieno alla promozione del turismo; nel 1895 fondò il Verein für Alpenhotels in Tirol ("Associazione per gli alberghi alpini nel Tirolo") che, tramite la costruzione di alberghi e la manutenzione delle strade, aveva lo scopo di rendere più accessibili al pubblico le valli alte del Tirolo; due nuovi alberghi, uno a Trafoi e l'altro al lago di Carezza, aprirono già nell'estate del 1896 sotto l'egida dell'associazione, che acquistò anche il Weißlahnbad di Tires e un altro albergo al passo di Falzarego. Oltre agli alberghi, fece aprire anche diversi rifugi, fra cui il "Cima Fiammante" (sulla Giogaia di Tessa) e il "Coronelle" e il "Roda di Vaèl" (sul Catinaccio). 
Tra le altre iniziative che portò avanti, Christomannos si impegnò in particolare per la costruzione della strada delle Dolomiti, considerata il suo capolavoro: nelle sue intenzioni quest'opera, che avrebbe collegato a Bolzano tutta l'area dolomitica, doveva portare il benessere legato al turismo alle popolazioni locali, che fino ad allora avevano vissuto in povertà (cosa che, in effetti, avvenne). Inoltre, Christomannos si spese anche per la realizzazione della ferrovia della Val Venosta, che nelle sue intenzioni doveva raggiungere l'Engadina o Landeck (ma che si fermò invece a Malles), e arrivò a farsi eleggere al Döav (l'associazione degli alpinisti austro-tedeschi) e poi nella Dieta regionale tirolese per promuovere lo sviluppo del turismo anche tramite la politica. 
Va detto che l'attività di Christomannos non venne sempre benvista; nel Tirolo meridionale, in particolare, di stampo cattolico e conservatore, i piani di un greco-ortodosso di attirare in provincia nutrite schiere di turisti ricchi e perlopiù stranieri e di diversi costumi e religioni incontrarono una certa resistenza.

### Vita privata
A poco più di vent'anni, Christomannos ebbe una fugace relazione con la baronessa Vincentia de Mérode, dama di corte dell'imperatrice Elisabetta di Baviera, e da lei ebbe una figlia, la futura danzatrice Cléo de Mérode, che comunque nacque a Parigi e venne allevata solo dalla madre. In effetti, egli aveva fama di essere uno "sciupafemmine"; all'epoca del suo matrimonio aveva già avuto cinque figli da cinque donne diverse, e Arthur Schnitzler scrisse di lui che "in ogni paese del Tirolo aveva lasciato almeno un figlio". Nel 1909 si sposò con una donna austriaca, Franziska Lutz, da cui aveva già avuto due figli, Demeter Walther (o Demether, 1903, che fu a sua volta uno scalatore) e Johann (1908). 
Christomannos continuò a vivere nell'allora comune di Maia Alta, di cui fu tra l'altro consigliere. Morì il 30 gennaio 1911, a soli 56 anni di età, per le conseguenze di un'influenza aggravata da una pleurite. I funerali vennero celebrati in pompa magna, col feretro seguito da tre carrozze cariche di corone di fiori. È sepolto nel cimitero di Merano.

### Commemorazioni

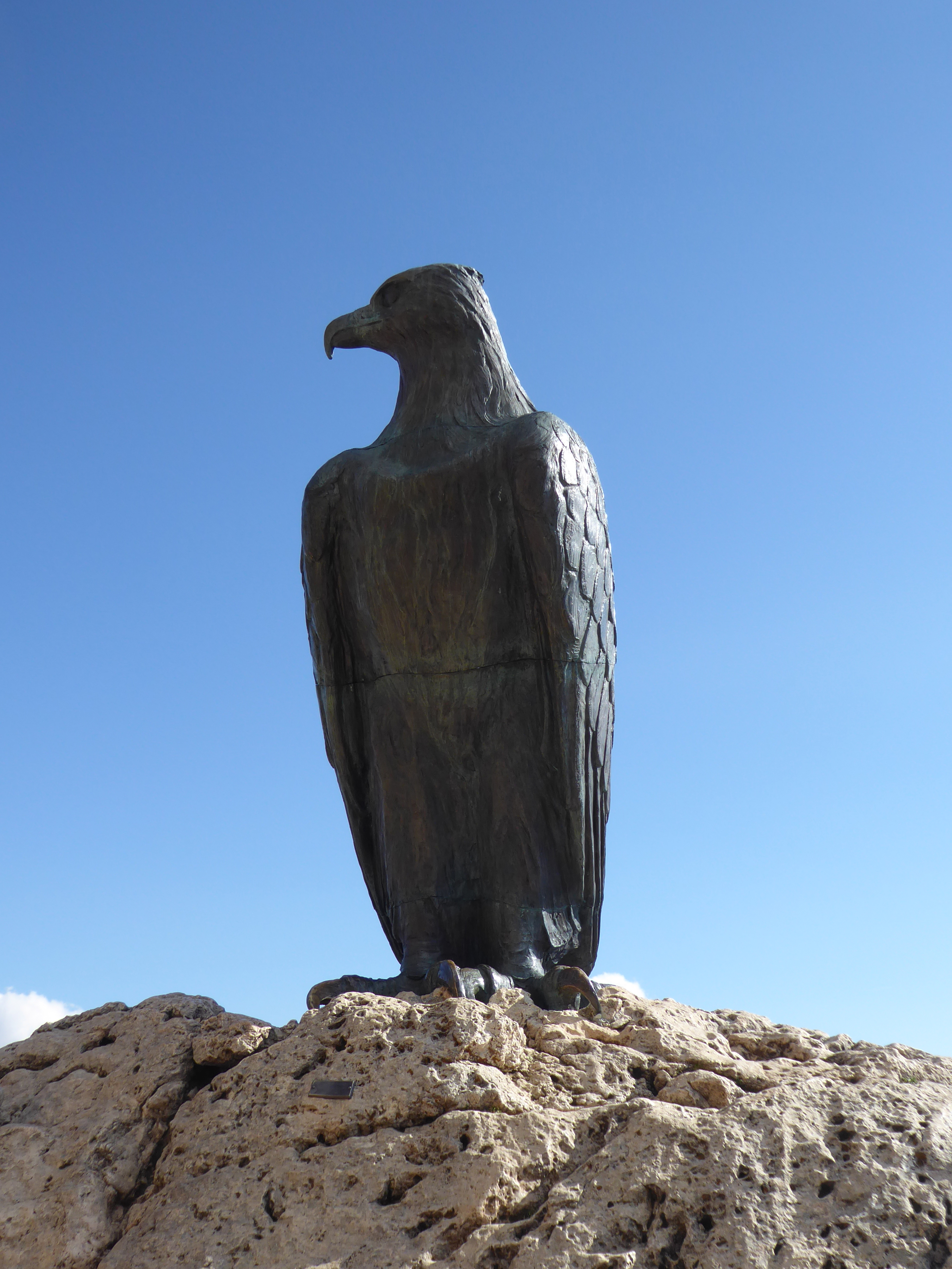
Il monumento a Theodor Christomannos sul passo di Costalunga

La vita di Christomannos e le avventure che si narravano su di lui vennero rielaborate da Arthur Schnitzler, che ne trasse ispirazione per il personaggio del signor Aigner nella sua opera teatrale Terra Sconosciuta (Das weite Land).
Christomannos è inoltre onorato da un monumento in bronzo raffigurante un'aquila alta 2,50 metri, situato vicino al rifugio Roda di Vaèl, sul Catinaccio; eretto nel 1912, l'anno dopo la sua morte, venne ricostruito nel 1959 dopo la parziale distruzione.
Porta il suo nome anche la Torre Christomannos, una vetta di 2800 metri nel gruppo del Latemar.